# Oleg Fedosséiev
Oleg Fedosséiev   (Moscou, 4 de juny de 1936 - 14 de juny de 2001) fou un atleta rus, especialista en el salt de llargada i el triple salt, que va competir sota bandera de la Unió Soviètica durant les dècades de 1950 i 1960.
S'inicià en el salt de llargada i el 1956 va prendre part en els Jocs Olímpics d'Estiu de Melbourne, on fou vuitè en la prova del salt de llargada del programa d'atletisme. En aquesta mateixa especialitat ocupà la mateixa posició al Campionat d'Europa d'atletisme de 1958.
Com a saltador de triple, el 3 de maig de 1959 va establir el rècord mundial del triple salt en saltar 16,70 metres i millorar l'anterior rècord en 11 cm. Aquest rècord va ser superat per Józef Szmidt el 5 d'agost de 1960 en saltar 17,03 cm. El 1962 va guanyar una medalla de bronze al Campionat d'Europa d'atletisme i el 1964, als Jocs de Tòquio, guanyà la medalla de plata en la prova del triple salt del programa d'atletisme.
A nivell nacional es proclamà campió de l'URSS del salt de llargada el 1956 i 1958, del triple salt el 1959 i del relleu 4x100 metres el 1962. El 1964 guanyà el campionat soviètic en pista coberta de triple salt.

## Millors marques
- Salt de llargada. 7,77 metres (1959)
- Triple salt. 16,70 metres (1959)[7]